# Shrek
Shrek es una película estadounidense de comedia y fantasía animada de 2001, basada libremente en el libro infantil ilustrado de 1990, Shrek!, de William Steig. Dirigida por Andrew Adamson y Vicky Jenson, y escrita por Ted Elliott, Terry Rossio, Joe Stillman y Roger S. H. Schulman, es la primera entrega de la saga cinematográfica del mismo nombre. La película está protagonizada por Mike Myers, Eddie Murphy, Cameron Diaz y John Lithgow. En la película, un ogro amargado llamado Shrek (Myers) descubre que su pantano ha sido invadido por criaturas de cuentos de hadas, desterradas por el obsesivo gobernante Lord Farquaad (Lithgow). Con la ayuda de Donkey (Murphy), Shrek hace un pacto con Farquaad para rescatar a la Princesa Fiona (Diaz) a cambio de recuperar el control de su pantano.
Tras comprar los derechos del libro de Steig en 1991, Steven Spielberg buscó producir una adaptación cinematográfica de animación tradicional, pero John H. Williams lo convenció de llevar el proyecto a la recién fundada DreamWorks Pictures en 1994. Jeffrey Katzenberg, junto con Williams y Aron Warner, comenzó el desarrollo de Shrek en 1995, inmediatamente después de que el estudio comprara los derechos a Spielberg. Contrataron a Chris Farley para la voz del personaje principal, y llegó a grabar la mayor parte de los diálogos requeridos, pero murió en 1997 antes de que su trabajo en la película estuviera terminado, por lo que se contrató para reemplazarlo y le dio a Shrek su característico acento escocés. Inicialmente, se pretendía que la película se creara utilizando captura de movimiento, pero tras los malos resultados de las pruebas, el estudio contrató a Pacific Data Images para completar la animación final por computadora. Shrek parodia otras adaptaciones de cuentos de hadas, principalmente las películas animadas de Disney.
Se estrenó en el Mann Village Theatre de Westwood y más tarde se proyectó en el Festival de Cannes de 2001, donde compitió por la Palma de Oro, convirtiéndose así en la primera película de animación desde Peter Pan (1953) de Disney en ser elegida para ello. DreamWorks Pictures estrenó la película en los cines de Estados Unidos el 18 de mayo de 2001 y recaudó más de 492 millones de dólares en todo el mundo, convirtiéndose en la cuarta película más taquillera de 2001. Recibió múltiples elogios de la crítica por su animación, actuaciones de voz, banda sonora, guion y humor, que, según señalaron, estaba dirigido tanto a adultos como a niños. El American Film Institute la nombró como una de las 10 mejores películas de ese año, con lo que se convirtió en la primera película de animación en ser incluida en la lista, y ganó numerosos premios, incluido el premio BAFTA al mejor guion adaptado y el primer Premio de la Academia a la Mejor Película de Animación.
El gran éxito de la película ayudó a establecer a DreamWorks Animation como un competidor de Pixar en la animación por computadora de largometrajes. Se han lanzado tres secuelas —Shrek 2 (2004), Shrek Tercero (2007) y Shrek para siempre (2010)—, junto con dos películas derivadas —El Gato con Botas (2011) y El Gato con Botas: el último deseo (2022)—, y hay otras producciones en desarrollo, notablemente Shrek 5. También se la considera una de las películas de animación más influyentes de la década de 2000 y una de las mejores películas de animación de la historia. La Biblioteca del Congreso de Estados Unidos la seleccionó para su preservación en el Registro Nacional de Cine en 2020, convirtiéndose en la primera película de animación del siglo XXI en ser preservada.

## Trama
Shrek es un ogro antisocial que ama la soledad de su pantano y disfruta ahuyentando a turbas e intrusos. Un día, su vida se ve interrumpida cuando salva sin querer a un burro parlante, Donkey ("Burro" en Hispanoamérica; "Asno" en España), de unos soldados, provocando que este se quede con él a la fuerza. Resulta que Donkey es una de las muchas criaturas de cuentos de hadas que el enano Lord Farquaad de Duloc está desterrando. Sin embargo, todas terminan sin querer en el pantano del ogro. Enojado por la intrusión, decide visitar a Farquaad para exigirle que traslade a las criaturas a otro lugar, y a regañadientes permite que Donkey lo acompañe, ya que es el único que sabe dónde está Duloc.
Mientras tanto, a Farquaad le presentan el Espejo Mágico, quien le informa que debe casarse con una princesa para poder convertirse en rey. Elige al azar a la Princesa Fiona, que está prisionera en un castillo custodiado por una Dragona. Poco dispuesto a rescatarla él mismo, organiza un torneo en el que el ganador recibirá el «privilegio» de realizar la tarea en su nombre. Cuando Shrek y Donkey llegan a Duloc, el gobernante anuncia que quien mate al ogro ganará el torneo; sin embargo, la pareja derrota a sus caballeros con relativa facilidad. Divertido, Farquaad los proclama campeones y accede a reubicar a las criaturas si Shrek rescata a Fiona.
Ambos viajan al castillo, donde son atacados por la Dragona. El ogro encuentra a Fiona, a quien le horroriza su falta de romanticismo, y huyen del lugar después de rescatar a Donkey. Allí se revela que la Dragona es hembra y se ha enamorado de él. Cuando Shrek se quita el casco, Fiona se niega obstinadamente a ir a Duloc y exige que Farquaad llegue en persona. Ignorando sus quejas, él se la lleva en contra de su voluntad. Esa noche, después de acampar, le admite a Donkey que es antisocial porque se frustró tras ser constantemente juzgado por su apariencia. Fiona lo escucha y se vuelve más amable con él. Al día siguiente, Robin Hood y su banda de Hombres Alegres los acosan, pero la princesa los derrota fácilmente en combate físico, Shrek queda impresionado y ambos comienzan a enamorarse.
Cuando el trío se acerca a Duloc, Fiona se refugia en un molino de viento para pasar la noche. Donkey entra solo y descubre que ella se ha transformado en una ogresa. Le explica que durante su infancia la maldijeron, condenándola a transformarse por la noche, pero conservando su forma humana durante el día. Le confiesa a Donkey que solo un «beso de amor verdadero» romperá el hechizo y la cambiará a la «verdadera forma del amor». Mientras tanto, Shrek está a punto de confesarle sus sentimientos, cuando la oye referirse a sí misma como una «bestia fea». Creyendo que habla de él, se marcha enojado y regresa a la mañana siguiente con Farquaad. Confundida y herida por la abrupta hostilidad de Shrek, Fiona acepta a regañadientes la propuesta de matrimonio y pide que se casen ese mismo día antes del atardecer. El ogro despide con enojo a Donkey y regresa a su ahora vacío pantano, pero rápidamente se da cuenta de que se siente desdichado sin Fiona. Su amigo lo sermonea por sacar conclusiones precipitadas y le revela que la princesa no se refería a él, aunque no le cuenta su secreto. Los dos se reconcilian y Donkey llama a la Dragona, con quien se había reunido ese mismo día. Montan a lomos de la Dragona hasta Duloc para poder detener la boda.

Shrek interrumpe la ceremonia justo antes de que termine. Antes de que los novios puedan besarse, el sol se pone y Fiona se transforma en una ogresa delante de todos. Asqueado y enfurecido, Farquaad ordena que ejecuten al ogro y que encarcelen de nuevo a la princesa, para así poder seguir siendo rey por un tecnicismo. Ambos son salvados cuando la Dragona, montada por Donkey, irrumpe y devora a Farquaad. Shrek y Fiona se besan, y la maldición de la princesa se rompe; aunque permanece como ogresa, él le asegura que todavía la encuentra hermosa. Se casan en el pantano con la asistencia de las criaturas de cuentos de hadas y luego parten de luna de miel.

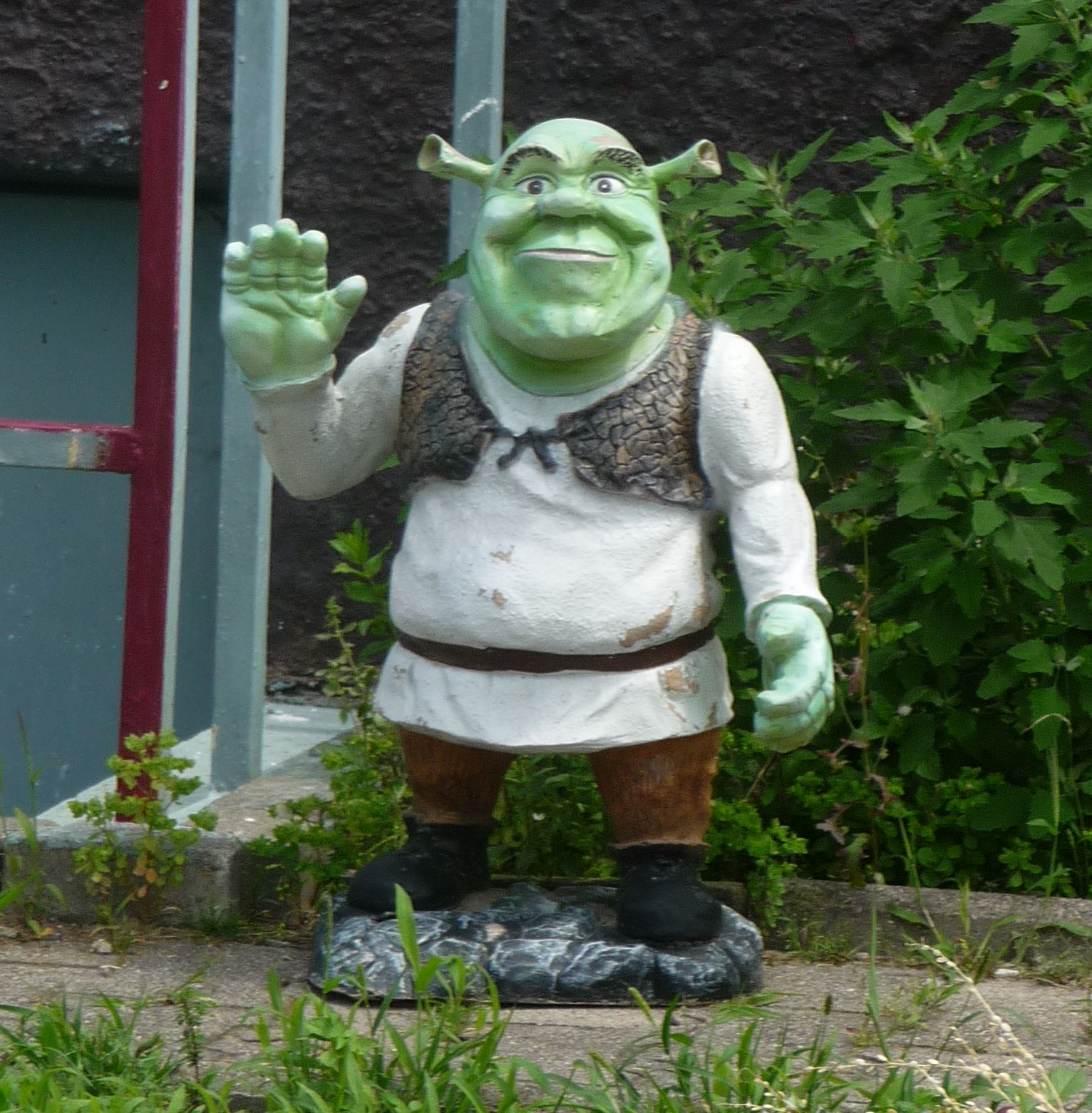
Estatua de Shrek, protagonista de la película que lleva su nombre.

## Reparto de voces
- Mike Myers presta su voz a Shrek,[11] un ogro solitario y de mal carácter cuyo pantano es invadido de repente por criaturas de cuentos de hadas, desterradas por orden de lord Farquaad. Para recuperar su hogar, se ve obligado a embarcarse en una misión para rescatar a la princesa Fiona. Myers también interpreta a uno de los Tres Ratones Ciegos.[12]
- Eddie Murphy interpreta a Donkey (conocido como Burro en Hispanoamérica y Asno en España), un asno muy paranchín que se convierte en el molesto pero leal compañero de viaje de Shrek. Es el primero en ver más allá del rudo exterior del ogro y se convierte en su mejor amigo.[13]
- Cameron Diaz es la voz de la princesa Fiona, una joven aparentemente indefensa que aguarda en una torre custodiada por un dragón a que su verdadero amor la rescate. Sin embargo, esconde un secreto ancestral que se revela cada noche al ponerse el sol.[14]
- John Lithgow da vida a Lord Farquaad, el tiránico y diminuto gobernante del reino de Duloc. Obsesionado con alcanzar la perfección, destierra a todas las criaturas mágicas y busca desesperadamente casarse con una princesa para poder coronarse como un rey legítimo.[15]

El resto del elenco incluye a una variedad de personajes secundarios y de cuentos de hadas:
- Vincent Cassel interpreta a una cómica versión francesa de Robin Hood, quien se presenta como «Monsieur» Hood e intenta «rescatar» a Fiona de Shrek, asumiendo que el ogro la había secuestrado.[16]
- Conrad Vernon es la voz del Hombre de Jengibre, una galleta viviente muy temperamental que es interrogada y torturada por Farquaad al inicio de la película.[17]
- Chris Miller participa con un doble papel como el Espejo Mágico,[12] sirviente de Farquaad a quien este utiliza para obtener información, y como Geppetto, el padre de Pinocho.[12]
- Cody Cameron también aporta su voz para varios personajes, principalmente Pinocho y los Tres Cerditos, quienes forman parte del grupo de criaturas exiliadas en el pantano.[12]
- Kathleen Freeman tiene un papel breve como la anciana dueña original de Burro, quien intenta venderlo a los guardias de Farquaad.[12] Este fue el último papel cinematográfico de Freeman antes de su fallecimiento.[12]
- Christopher Knights interpreta a Thelonius, el principal y poco inteligente secuaz de lord Farquaad, así como a uno de los tres ratones ciegos.

El resto del elenco es integrado por Simon J. Smith como otro ratón ciego, Aron Warner como Lobo Feroz,Jim Cummings como el Capitán de la Guardia, Andrew Adamson como Duloc Mascot (un hombre vestido con un traje que se parece a Lord Farquaad), Bobby Block como Bebé Oso de los Tres Osos y Michael Galasso como Peter Pan.

## Producción

### Desarrollo
En la época en que se fundó DreamWorks Pictures, el productor John H. Williams consiguió el libro a través de sus hijos y, cuando lo llevó a DreamWorks, captó la atención del director ejecutivo Jeffrey Katzenberg, por lo que el estudio decidió adaptarlo en una película. Al relatar la inspiración para hacerla, Williams dijo:
Todo acuerdo de desarrollo comienza con una propuesta, y la mía provino de mi hijo, que en ese entonces estaba en el jardín de infantes, en colaboración con su hermano de preescolar. Tras nuestra segunda lectura de Shrek!, mi pequeño hijo comenzó a citar grandes fragmentos del libro, fingiendo que podía leerlos. Incluso como adulto, pensé que Shrek era escandaloso, irreverente, iconoclasta, asqueroso y simplemente muy divertido. Era un gran personaje de cine en busca de una película.
Tras comprar los derechos, Katzenberg puso la película como una prioridad en noviembre de 1995. Steven Spielberg ya había pensado en hacer una adaptación cinematográfica de animación tradicional del libro, cuando compró los derechos en 1991, antes de la fundación de DreamWorks; en su versión, Bill Murray interpretaría a Shrek y Steve Martin a Burro. Al inicio de la producción, el codirector Andrew Adamson se negó a dejarse intimidar por Katzenberg y tuvo una discusión con él sobre hasta qué punto la película debía atraer a los adultos. Katzenberg quería a ambos públicos, pero consideró que algunas de las ideas de Adamson, como añadir chistes sexuales y música de Guns N' Roses a la banda sonora, eran demasiado escandalosas. Adamson y Kelly Asbury se unieron en 1997 para codirigir la película. Sin embargo, Asbury se fue un año después para trabajar en la película de 2002 Spirit: el corcel indomable, y fue reemplazado por la artista de guion gráfico Vicky Jenson, aunque Asbury codirigiría más tarde la secuela. Tanto Adamson como Jenson decidieron dividir el trabajo por la mitad, para que el equipo supiera al menos a quién acudir con preguntas sobre detalles específicos de las secuencias. «Ambos terminamos haciendo un poco de todo», dijo Adamson. «Somos bastante controladores y ambos queríamos hacerlo todo».

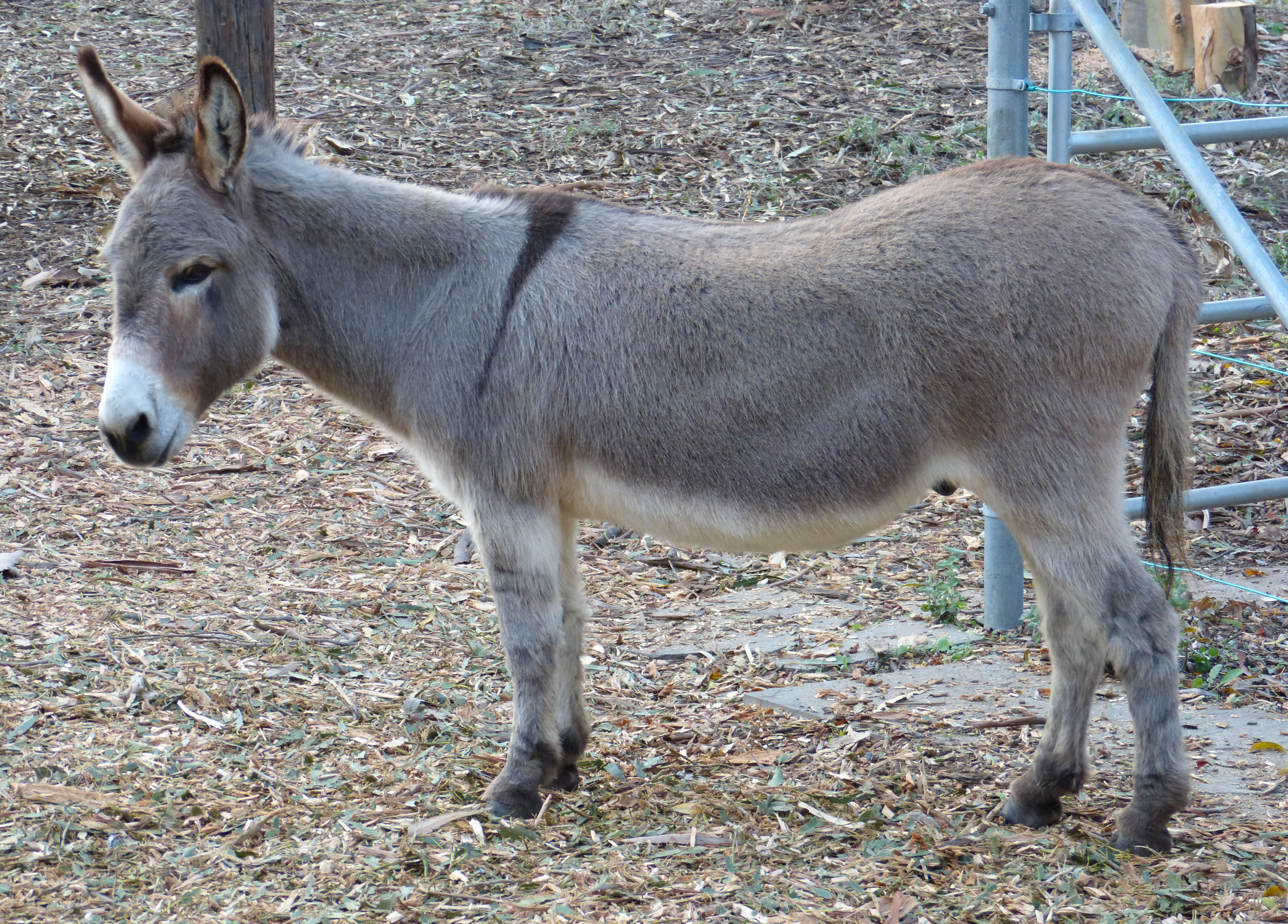
El burro miniatura Perry fotografíado en 2016 en Palo Alto.

Algunos de los primeros bocetos de la casa de Shrek se hicieron entre 1996 y 1997 usando Photoshop, y en ellos se mostraba al ogro viviendo primero en un basurero cerca de un pueblo humano llamado Wart Creek. En un momento, también se pensó que viviría con sus padres y que guardaría pescado podrido en su habitación. Para el personaje de Burro, se tomó como modelo a Pericles (nacido en 1994; fallecido en 2025; también conocido como Perry), un burro miniatura real de Barron Park en Palo Alto, California. Raman Hui, supervisor de animación de Shrek, declaró que Fiona «no se basó en ninguna persona real» y que hizo muchos bocetos diferentes para ella. De hecho, había hecho más de 100 esculturas de la princesa antes de que los directores eligieran el diseño final. En las primeras etapas del desarrollo, los directores de arte visitaron el Castillo Hearst, Stratford-upon-Avon y Dordoña en busca de inspiración. El director de arte Douglas Rogers también visitó una plantación de magnolias en Charleston, Carolina del Sur, como inspiración para el pantano de Shrek. Entre los personajes planeados que no se usaron en la película se incluyen Ricitos de Oro y la Bella Durmiente.

### Guion
Ted Elliott, Terry Rossio, Joe Stillman y Roger S. H. Schulman escribieron el guion, basándose libremente en el libro ilustrado de William Steig. La forma en que Steig trastocó las convenciones de los cuentos de hadas en el libro original, al convertir a un ogro en el protagonista, sentó las bases para que la película fuera una parodia de los cuentos de hadas. Elliott y Rossio comenzaron a escribir para la película en 1997 y trabajaron en el proyecto durante dos años. También se les acreditó como coproductores. Centraron las personalidades de los cuatro personajes principales en respuestas desadaptativas a problemas de autoestima; a medida que el equipo de historia de DreamWorks desarrollaba la trama, sus personalidades se mantuvieron iguales, lo que aseguró que se preservara la «unidad temática» de la historia. Cuando el estudio se inclinaba por que Shrek fuera una persona amable rechazada por ser un ogro, ellos presionaron para que el personaje siguiera siendo un «antihéroe misántropo».

### Casting

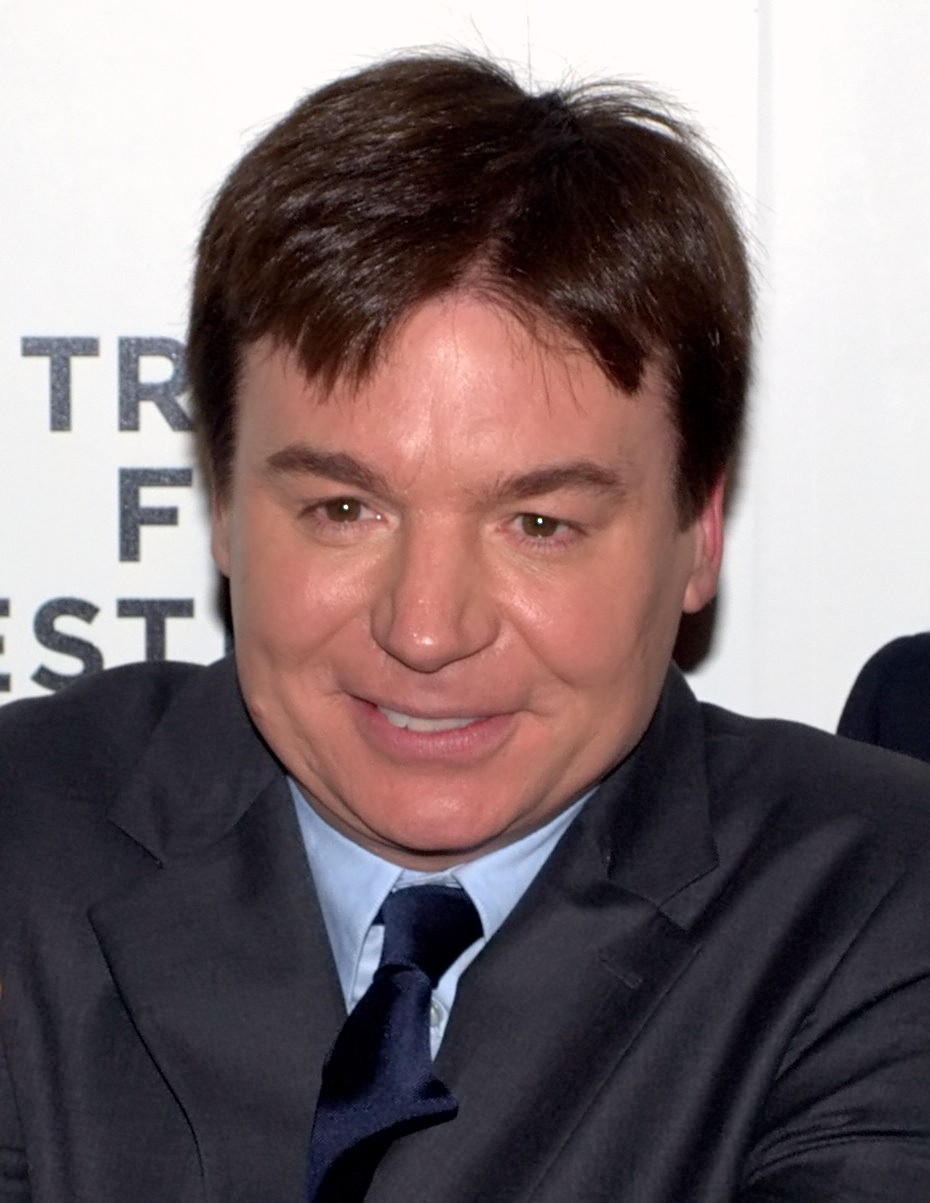
Mike Myers interpretó a Shrek tras la muerte de Chris Farley.

Inicialmente, le ofrecieron el papel de Shrek a Nicolas Cage, pero lo rechazó porque no quería parecer un ogro. En 2013, Cage explicó: «Cuando te dibujan, en cierto modo, eso dice más sobre cómo te verán los niños que cualquier otra cosa, y eso me importa muchísimo».
Al principio, contrataron a Chris Farley para que hiciera la voz de Shrek, y él llegó a grabar casi todos los diálogos del personaje, pero murió antes de completar el proyecto. Según David Spade, a Farley solo le quedaban 5 días de trabajo de voz por hacer; le preguntaron al hermano de Farley, John, si podía entrar a terminar las líneas restantes, pero se negó. En agosto de 2015, se filtró al público un story reel del guion gráfico que contenía una muestra de los diálogos grabados por Farley. DreamWorks entonces reasignó el papel de la voz a Mike Myers, quien insistió en una reescritura completa del guion para no dejar rastros de la versión de Shrek de Farley. Según Myers, quería hacer la voz del personaje por «dos razones: quería la oportunidad de trabajar con Jeffrey Katzenberg; y [el libro es] una gran historia sobre aceptarte a ti mismo por quien eres».
Después de que Myers completara la grabación de la voz del personaje a lo largo de 1999, y con la película ya muy avanzada en su producción, le mostraron un primer montaje en febrero de 2000. Myers pidió volver a grabar todas sus líneas con un acento escocés, similar al que usaba su madre cuando le contaba cuentos para dormir y también al que él mismo había usado para sus papeles en otras películas, como Una novia sin igual y Austin Powers: El espía seductor. Según los comentarios del DVD, también había intentado usar un acento como el que se le oía en su sketch para el programa Saturday Night Live Lothar of the Hill People y un acento canadiense. Tras escuchar la alternativa, Katzenberg aceptó rehacer escenas de la película y dijo: «Era tan bueno que eliminamos animación por valor de 4 millones de dólares y la hicimos de nuevo». Myers rebatió el costo y afirmó que «no le costó al estudio 'millones de dólares'», como se rumoreaba. «Lo que significó es que, en lugar de ir a diez sesiones, fui a veinte. Me pagaron lo mismo». Gracias a que Myers puso voz al personaje, comenzaron a surgir más ideas. Hubo puntos de la trama más claros, y chistes y fragmentos de comedia más frescos. «Recibí una carta de Spielberg agradeciéndome mucho por preocuparme por el personaje», dijo Myers. «Y dijo que el acento escocés había mejorado la película».
Otra persona que se había planeado para dar voz a un personaje era Janeane Garofalo, quien iba a protagonizar la película junto a Farley como la Princesa Fiona. Sin embargo, la despidieron del proyecto por razones no explicadas. Años más tarde, Garofalo declaró: «Nunca me dijeron por qué [me despidieron]. Supongo que porque a veces sueno como un hombre. No sé por qué. Nadie me lo dijo... Pero, ya sabes, a la película no le fue nada bien, así que, ¿a quién le importa?».

### Animación
Originalmente, se planeó que Shrek fuera un híbrido de imagen real y animación, con escenarios en miniatura para los fondos y los personajes principales integrados en la escena como gráficos por computadora con captura de movimiento, para lo cual se usaría un sistema de cámara ExpertVision Hires Falcon 10 para capturar y aplicar movimiento humano realista a los personajes. Se utilizó Softimage, así como Mental Ray. Se contrató a un equipo considerable para realizar una prueba y, tras un año y medio de investigación y desarrollo, esta se proyectó finalmente en mayo de 1997. Los resultados no fueron satisfactorios, y Katzenberg declaró: «Se veía terrible, no funcionaba, no era divertido y no nos gustó». La animación, conocida como Shrek – I Feel Good Animation Test, no se publicó hasta 2023, cuando el diseñador de producción Barry E. Jackson la subió a su canal de YouTube. El estudio recurrió entonces a sus socios de producción en Pacific Data Images (PDI), quienes comenzaron a trabajar con ellos en 1998 y ayudaron a que Shrek alcanzara su aspecto final de animación por computadora. En ese momento, Antz todavía estaba en producción en el estudio, y Aron Warner le pidió al supervisor de efectos Ken Bielenberg que «comenzara el desarrollo de Shrek». Al igual que en películas anteriores de PDI, la compañía utilizó su propio software patentado (como el Fluid Animation System). Sin embargo, para algunos elementos, también aprovechó algunos de los potentes programas de animación del mercado. Esto es particularmente cierto en el caso de Maya, que PDI utilizó para la mayor parte de la animación dinámica de telas y para el cabello de Fiona y Farquaad.
«Trabajamos mucho en los personajes y en la configuración, y luego seguimos cambiando la configuración mientras hacíamos la animación», señaló el supervisor de animación Raman Hui. «En Antz, teníamos un sistema facial que nos daba todos los músculos de la cara bajo la piel. En Shrek, aplicamos eso a todo el cuerpo. Así que, si prestas atención a Shrek cuando habla, ves que cuando abre la mandíbula se le forma una papada, porque tenemos la grasa y los músculos debajo. Ese tipo de detalle nos llevó mucho tiempo conseguirlo bien». Una de las partes más difíciles fue hacer que el pelaje de Burro fluyera con suavidad para que no pareciera el de un Chia Pet. Esto recayó en manos de los animadores de superficies, quienes utilizaron controles de flujo dentro de un sombreador (shader) complejo para dotar al pelaje de muchos atributos (capacidad de cambiar de dirección, aplanarse, arremolinarse, etc.). Luego, fue tarea del grupo de efectos visuales, dirigido por Ken Bielenberg, hacer que el pelaje reaccionara a las condiciones del entorno. Una vez dominada la tecnología, pudo aplicarse a muchos aspectos de la película, como la hierba, el musgo, las barbas, las cejas e incluso los hilos de la túnica de Shrek. Hacer que el cabello humano fuera realista era diferente al pelaje de Burro, lo que requirió un sistema de renderizado independiente y mucha atención por parte de los equipos de iluminación y efectos visuales.
Shrek tiene 31 secuencias, con un total de 1 288 tomas. Aron Warner dijo que los creadores «imaginaron un entorno mágico en el que te pudieras sumergir». La película incluye 36 ubicaciones distintas para crear su mundo, lo que, según DreamWorks, era más que cualquier largometraje de animación por computadora anterior. Se finalizaron las ubicaciones y, como demostraban las películas animadas previas de DreamWorks, el color y el ambiente eran de suma importancia. La animación se completó en el año 2000.

### Música
Shrek es la tercera película de animación de DreamWorks —y la única de la serie Shrek— en la que Harry Gregson-Williams y John Powell colaboraron para componer la banda sonora, después de Antz (1998) y Chicken Run (2000). Powell quedó fuera de la composición para las siguientes películas de Shrek junto a Gregson-Williams debido a un conflicto. La banda sonora se grabó en los estudios Abbey Road por Nick Wollage y Slamm Andrews; este último la mezcló en Media Ventures, mientras que Patricia Sullivan-Fourstar se encargó de la masterización.
La película introdujo un nuevo elemento para darle una sensación única: utilizó música pop y otros clásicos para hacer la historia más dinámica. Se integraron en la banda sonora versiones de canciones como «On the Road Again» y «Try a Little Tenderness». La canción «All Star» de la banda Smash Mouth alcanzó una popularidad masiva tras su lanzamiento original dos años antes, debido a su uso en los créditos iniciales de la película. Originalmente, los cineastas habían usado la canción como un marcador de posición y tenían la intención de reemplazarla con una composición original de la banda de Matt Mahaffey, Self, titulada «Stay Home», que imitaría la sensación de «All Star». Sin embargo, el ejecutivo de DreamWorks, Jeffrey Katzenberg, les sugirió que usaran «All Star» en la secuencia. Cuando la película estaba a punto de completarse, Katzenberg sugirió a los cineastas rehacer el final para «terminar con una gran carcajada». En lugar de que la película concluyera con un libro de cuentos cerrándose sobre Shrek y Fiona mientras cabalgaban hacia el atardecer, decidieron añadir la canción «I'm a Believer», versionada por Smash Mouth, y mostrar a todas las criaturas de cuentos de hadas.

Aunque la versión de la canción «Hallelujah» de Rufus Wainwright apareció en el álbum de la banda sonora, fue la versión de John Cale la que sonó en la película. En una entrevista de radio, Rufus Wainwright sugirió que su versión no apareció en la película debido al «techo de cristal» con el que se estaba topando por su sexualidad. Una explicación alternativa es que, si bien los cineastas querían la versión de Cale para la película, problemas de licencia impidieron su uso en el álbum, porque Wainwright era un artista de DreamWorks, pero Cale no. La prueba de animación de la película de 1996, que se hizo pública en 2023, utilizó la canción «I Got You (I Feel Good)».
| Shrek: Music from the Original Motion Picture |                            |                                                                   |                                                               |          |  |
| N.º                                           | Título                     | Escritor(es)                                                      | Cantante (s)                                                  | Duración |  |
| 1.                                            | «Stay Home»                | Matt Mahaffey                                                     | Self                                                          | 3:32     |  |
| 2.                                            | «I'm a Believer»           | Neil Diamond                                                      | Smash Mouth                                                   | 3:10     |  |
| 3.                                            | «Like Wow!»                | Jimmy Harry, Sandra St. Victor                                    | Leslie Carter                                                 | 3:35     |  |
| 4.                                            | «It Is You (I Have Loved)» | Harry Gregson-Williams, John Powell, Gavin Greenaway, Dana Glover | Harry Gregson-Williams y Dana Glover                          | 3:59     |  |
| 5.                                            | «Best Years of Our Lives»  | David Jaymes, Geoffrey Deane, Marvin Prosper                      | Baha Men                                                      | 2:57     |  |
| 6.                                            | «Bad Reputation»           | Joan Jett, Kenny Laguna, Ritchie Cordell, Marty Kupersmith        | Halfcocked en la banda sonora, Joan Jett en la película       | 2:21     |  |
| 7.                                            | «My Beloved Monster»       | E                                                                 | Eels                                                          | 2:12     |  |
| 8.                                            | «You Belong to Me»         | Pee Wee King, Redd Stewart, Chilton Price                         | Jason Wade                                                    | 2:42     |  |
| 9.                                            | «All Star»                 | Greg Camp                                                         | Smash Mouth                                                   | 3:21     |  |
| 10.                                           | «Hallelujah»               | Leonard Cohen                                                     | Rufus Wainwright en la banda sonora, John Cale en la película | 4:09     |  |
| 11.                                           | «I'm on My Way»            | Charlie Reid, Craig Reid                                          | The Proclaimers                                               | 3:40     |  |
| 12.                                           | «I'm a Believer (Reprise)» | Neil Diamond                                                      | Eddie Murphy                                                  | 1:14     |  |
| 13.                                           | «True Love's First Kiss»   | Harry Gregson-Williams, John Powell                               | Harry Gregson-Williams                                        | 3:11     |  |
| 39:49                                         |                            |                                                                   |                                                               |          |  |

### Crítica

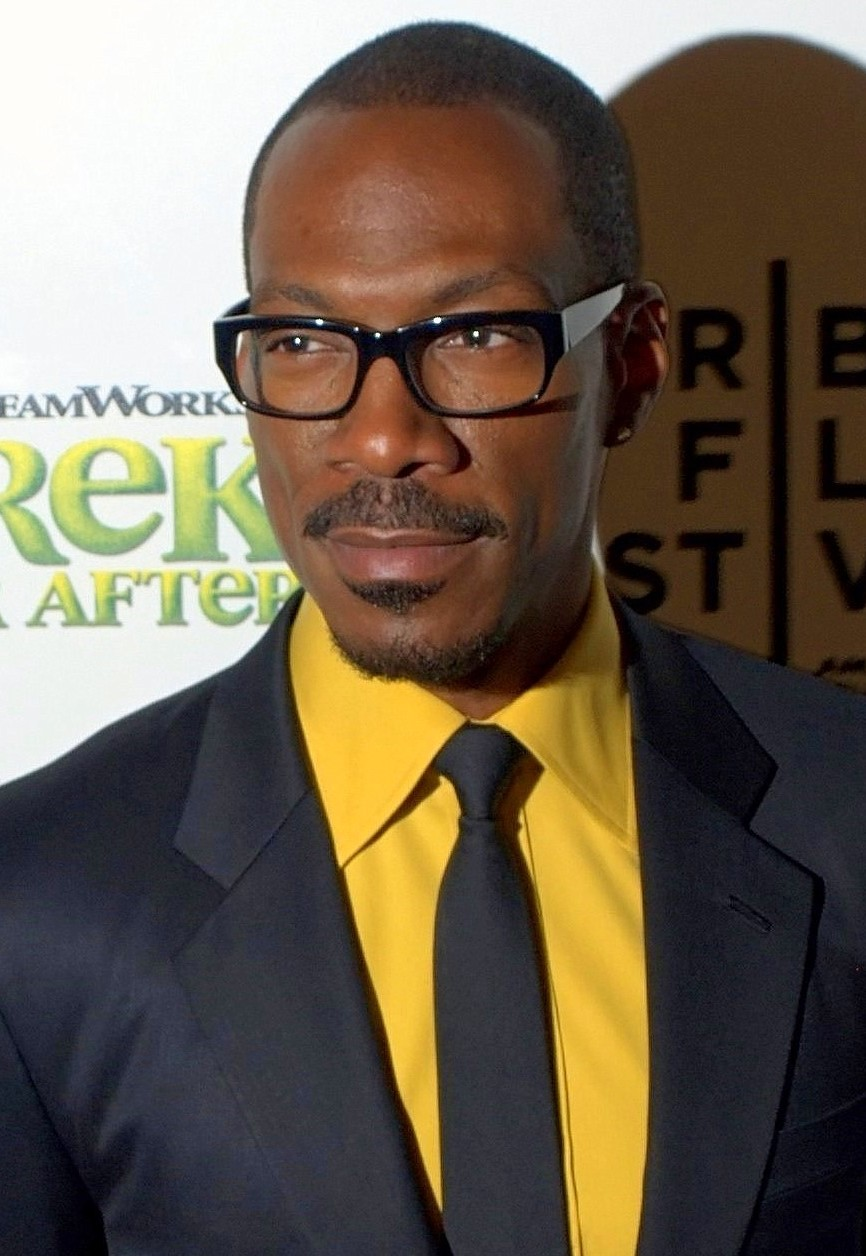
Eddie Murphy fue elogiado por la crítica debido a su interpretación y papel de Donkey.